# Oratorio di Santa Maria Assunta (Riomaggiore)
L'oratorio di Santa Maria Assunta è un luogo di culto cattolico situato nel comune di Riomaggiore, in via Cristoforo Colombo, in provincia della Spezia. La chiesa è sede dell'omonima confraternita.

## Storia e descrizione

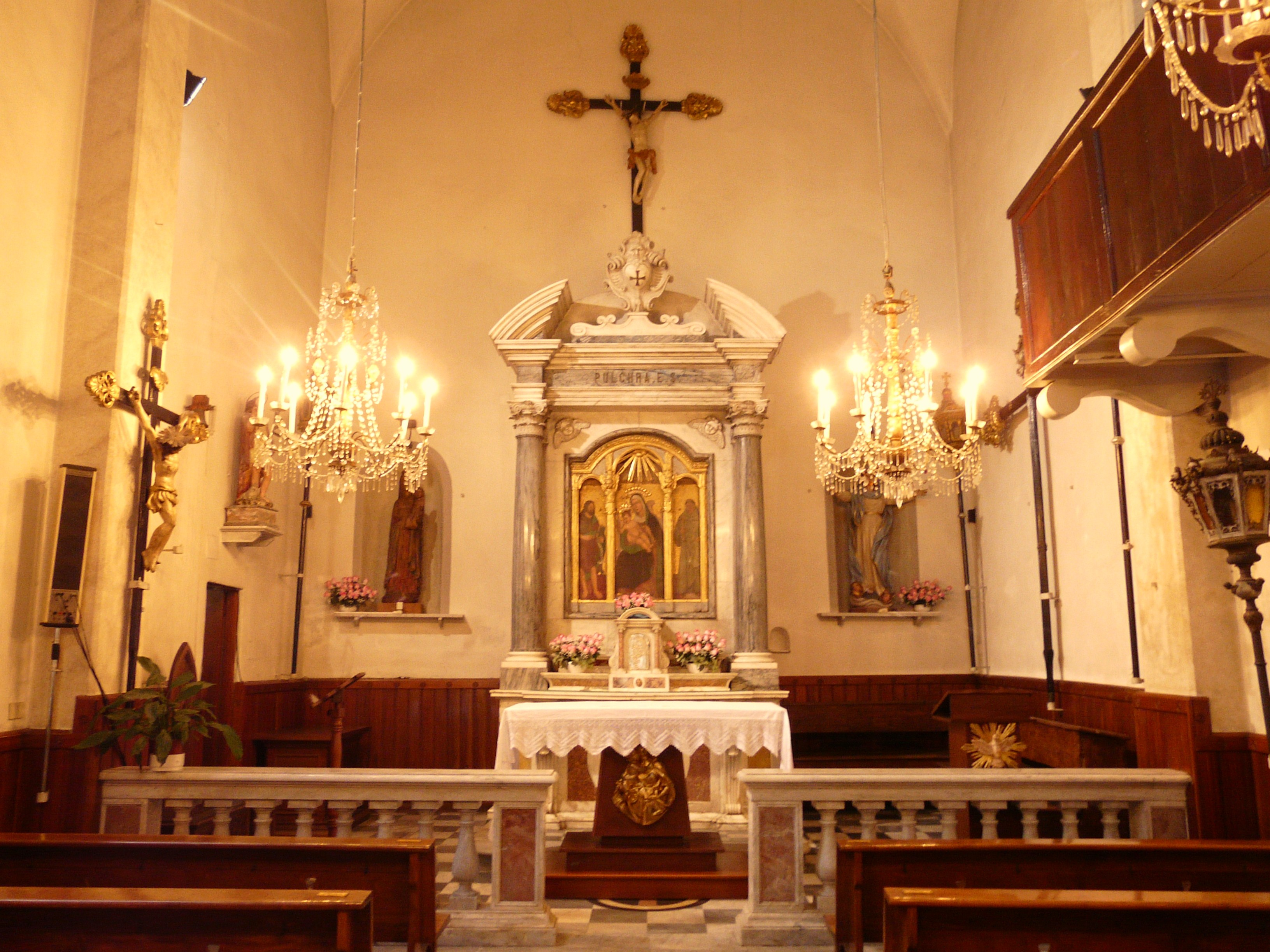
L'altare maggiore

Ubicato nel rione La Compagnia, nel centro storico di Riomaggiore, l'oratorio della confraternita dei Disciplinanti dell'Assunta fu edificato nel corso del XVI secolo.
L'interno conserva una statua in legno della Madonna delle catene, a ricordo e suffragio degli abitanti che, nel corso dei secoli, subirono razzie e rapimenti nelle incursioni saracene, e un trittico a tempera raffigurante la Madonna col Bambino e i santi Giovanni Battista e Domenico di Guzmán.